# Казаковка (Тамбовская область)
Казаковка, Козаковка — упразднённая в 1978 году деревня в Знаменском районе Тамбовской области. Находится на территории Покрово-Марфинского сельсовета.

## География
Стояла Казаковка на реке Большая Липовица, запруженной возле селения, между деревнями Аносово (на западе) и Ильинка (на востоке).

## История
Деревня Козаковка обозначена на карте Тамбовского уезда 1899 года.
Деревня упоминается в епархиальных сведениях 1911 года.
Упразднёна в 1978 году, согласно Решению исполкома областного Совета от 22 марта 1978 года № 132 исключена из перечня населённых пунктов области.

## Население
Согласно епархиальным сведениям 1911 года в 24 дворах проживало 234 человека, из них мужчин — 115, женщин — 119.
В 1932 году — 301 житель.

## Инфраструктура
Личное подсобное хозяйство.
На предвоенной карте СССР обозначена мукомольня.

## Транспорт
Просёлочные дороги до Аносово, Коноплянки, Ильинки.